# Нерівність Гарді
Нерівність Гарді is an нерівність в математиці названа ім'ям англійського математика Ґодфрі Гарольда Гарді. 
В дискретній версії стверджує, що якщо {\displaystyle a_{1},a_{2},a_{3},\dots } — послідовність невід'ємних дійсних чисел, тоді для будь-якого дійсного числа p > 1 виконується
{\displaystyle \sum _{n=1}^{\infty }\left({\frac {a_{1}+a_{2}+\cdots +a_{n}}{n}}\right)^{p}\leq \left({\frac {p}{p-1}}\right)^{p}\sum _{n=1}^{\infty }a_{n}^{p}.}
Якщо права частина є скінченною, то рівність можлива лише тоді й лише тоді коли {\displaystyle a_{n}=0} для всіх n.
В інтегральній версії стверджує: якщо f — невід'ємна вимірна функція, тоді
{\displaystyle \int _{0}^{\infty }\left({\frac {1}{x}}\int _{0}^{x}f(t)\,dt\right)^{p}\,dx\leq \left({\frac {p}{p-1}}\right)^{p}\int _{0}^{\infty }f(x)^{p}\,dx.}
Якщо права частина є скінченною, то рівність можлива лише тоді й лише тоді коли f(x) = 0 майже скрізь.
Нерівність Гарді була вперше опублікована та доведена (принаймні дискретна версія з гіршою константою) у 1920 році в примітці Гарді.

Оригінальна формула була в інтегральній формі, дещо відрізнялася від наведеної вище.

## Узагальнення
Дискретна версія з ваговими коефіцієнтами::§332
де {\displaystyle a_{n}\geq 0}, {\displaystyle \lambda _{n}>0} та {\displaystyle p>1},
{\displaystyle \sum _{n=1}^{\infty }\lambda _{n}{\Bigl (}{\frac {\lambda _{1}a_{1}+\dotsb +\lambda _{n}a_{n}}{\lambda _{1}+\dotsb +\lambda _{n}}}{\Bigr )}^{p}\leq {\Bigl (}{\frac {p}{p-1}}{\Bigr )}^{p}\sum _{n=1}^{\infty }\lambda _{n}a_{n}^{p}.}
Інтегральна версія з узагальненими степенями::§330
- якщо {\displaystyle \alpha +{\tfrac {1}{p}}<1}, то

{\displaystyle \int _{0}^{\infty }{\biggl (}y^{\alpha -1}\int _{0}^{y}x^{-\alpha }f(x)\,dx{\biggr )}^{p}\,dy\leq {\frac {1}{{\bigl (}1-\alpha -{\frac {1}{p}}{\bigr )}^{p}}}\int _{0}^{\infty }f(x)^{p}\,dx}
- якщо {\displaystyle \alpha +{\tfrac {1}{p}}>1}, то

{\displaystyle \int _{0}^{\infty }{\biggl (}y^{\alpha -1}\int _{y}^{\infty }x^{-\alpha }f(x)\,dx{\biggr )}^{p}\,dy\leq {\frac {1}{{\bigl (}\alpha +{\frac {1}{p}}-1{\bigr )}^{p}}}\int _{0}^{\infty }f(x)^{p}\,dx.}

## Доведення
Для доведення використовують нерівність Гельдера або нерівність Мінковського.